# Saint-Ouen-le-Houx
Saint-Ouen-le-Houx é uma ex-comuna francesa na região administrativa da Normandia, no departamento de Calvados. Estendeu-se por uma área de 5,21 km². Em 2010 a comuna tinha 82 habitantes (densidade: 15,7 hab./km²).
Em 1 de janeiro de 2016 foi fundida com as comunas de Livarot, Auquainville, Les Autels-Saint-Bazile, Bellou, Cerqueux, Cheffreville-Tonnencourt, La Croupte, Familly, Fervaques, Heurtevent, Le Mesnil-Bacley, Le Mesnil-Durand, Le Mesnil-Germain, Meulles, Les Moutiers-Hubert, Notre-Dame-de-Courson, Préaux-Saint-Sébastien, Sainte-Marguerite-des-Loges, Saint-Martin-du-Mesnil-Oury, Saint-Michel-de-Livet e Tortisambert para a criação da nova comuna de Livarot-Pays-d'Auge.